# Енріке Куеро
Енрі́ке Хав'є́р Куеро Ортіс (ісп. Enríque Javier Cuero Ortiz; нар. 26 листопада 1994) — еквадорський борець греко-римського стилю, дворазовий чемпіон та дворазовий бронзовий призер чемпіонатів Південної Америки, дворазовий бронзовий призер Панамериканських чемпіонатів, бронзовий призер Південноамериканських ігор, срібний призер Боліваріанських ігор.

## Життєпис
Боротьбою почав займатися з 2009 року. У 2012 та 2014 роках ставав віцечемпіоном Панамериканського чемпіонату серед юніорів.
Тренер — Хорхе Гонсалес Акоста.

## Спортивні результати на міжнародних змаганнях

### Виступи на Панамериканських чемпіонатах
| Змагання                                   | Збірна  | Вагова категорія                 | Місце  |
| ------------------------------------------ | ------- | -------------------------------- | ------ |
| Панамериканський чемпіонат з боротьби 2014 | Еквадор | греко-римська боротьба, до 80 кг | 7      |
| Панамериканський чемпіонат з боротьби 2015 | Еквадор | греко-римська боротьба, до 85 кг | 13     |
| Панамериканський чемпіонат з боротьби 2016 | Еквадор | греко-римська боротьба, до 80 кг | Бронза |
| Панамериканський чемпіонат з боротьби 2017 | Еквадор | греко-римська боротьба, до 80 кг | Бронза |
| Панамериканський чемпіонат з боротьби 2018 | Еквадор | греко-римська боротьба, до 87 кг | 11     |
| Панамериканський чемпіонат з боротьби 2019 | Еквадор | греко-римська боротьба, до 77 кг | 10     |
| Панамериканський чемпіонат з боротьби 2021 | Еквадор | греко-римська боротьба, до 77 кг | 5      |
| Панамериканський чемпіонат з боротьби 2023 | Еквадор | греко-римська боротьба, до 77 кг | 13     |

### Виступи на Чемпіонатах Південної Америки
| Змагання                                    | Збірна  | Вагова категорія                 | Місце  |
| ------------------------------------------- | ------- | -------------------------------- | ------ |
| Чемпіонат Південної Америки з боротьби 2012 | Еквадор | греко-римська боротьба, до 74 кг | Бронза |
| Чемпіонат Південної Америки з боротьби 2013 | Еквадор | греко-римська боротьба, до 74 кг | Бронза |
| Чемпіонат Південної Америки з боротьби 2014 | Еквадор | греко-римська боротьба, до 80 кг | Золото |
| Чемпіонат Південної Америки з боротьби 2015 | Еквадор | греко-римська боротьба, до 80 кг | Золото |

### Виступи на Південноамериканських іграх
| Змагання                       | Збірна  | Вагова категорія                 | Місце  |
| ------------------------------ | ------- | -------------------------------- | ------ |
| Південноамериканські ігри 2014 | Еквадор | греко-римська боротьба, до 85 кг | Бронза |
| Південноамериканські ігри 2018 | Еквадор | греко-римська боротьба, до 77 кг | 5      |

### Виступи на Боліваріанських іграх
| Змагання                 | Збірна  | Вагова категорія                 | Місце  |
| ------------------------ | ------- | -------------------------------- | ------ |
| Боліваріанські ігри 2017 | Еквадор | греко-римська боротьба, до 75 кг | Срібло |

### Виступи на інших змаганнях
| Змагання                                                     | Збірна  | Вагова категорія                 | Місце  |
| ------------------------------------------------------------ | ------- | -------------------------------- | ------ |
| Кубок Бразилії з боротьби 2013                               | Еквадор | греко-римська боротьба, до 84 кг | Бронза |
| Кубок Гранми з боротьби 2014                                 | Еквадор | греко-римська боротьба, до 80 кг | Срібло |
| Кубок Бразилії з боротьби 2014                               | Еквадор | греко-римська боротьба, до 75 кг | Срібло |
| Кубок Гранми з боротьби 2015                                 | Еквадор | греко-римська боротьба, до 80 кг | Срібло |
| Олімпійський кваліфікаційний турнір з боротьби 2016 (Фріско) | Еквадор | греко-римська боротьба, до 75 кг | 8      |
| Південноамериканські пляжні ігри 2023                        | Еквадор | пляжна боротьба, до 90 кг        | 6      |

### Виступи на змаганнях молодших вікових груп
| Змагання                                                 | Збірна  | Вагова категорія                 | Місце  |
| -------------------------------------------------------- | ------- | -------------------------------- | ------ |
| Панамериканський чемпіонат з боротьби серед юніорів 2012 | Еквадор | греко-римська боротьба, до 74 кг | Срібло |
| Панамериканський чемпіонат з боротьби серед юніорів 2014 | Еквадор | греко-римська боротьба, до 74 кг | Срібло |
| Чемпіонат світу з боротьби серед юніорів 2014            | Еквадор | греко-римська боротьба, до 74 кг | 22     |